# Chris Hinze

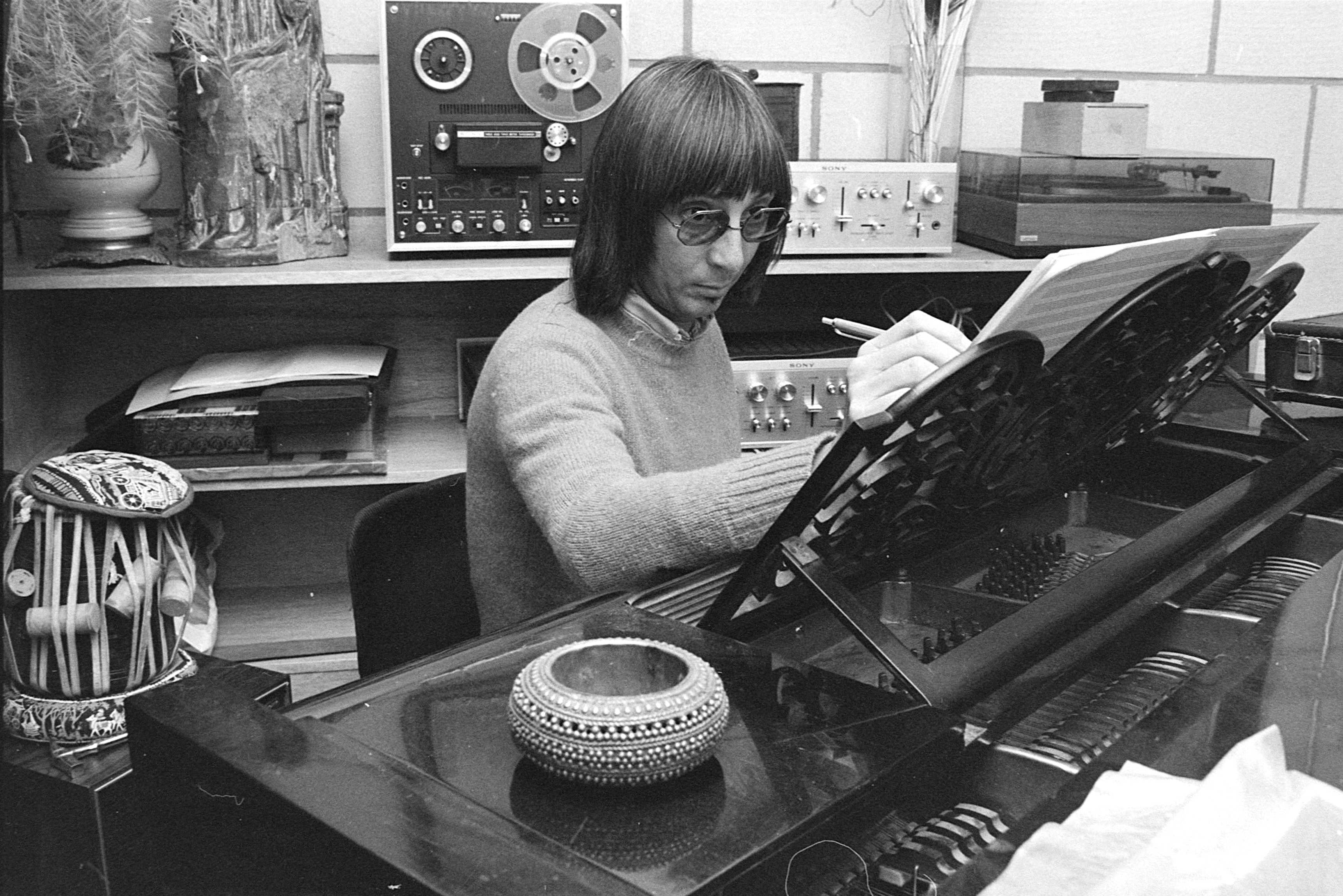
Chris Hinze in Den Haag, 1977

Chris Hinze (Hilversum, 30 juni 1938), is een Nederlands dwarsfluitist en componist, voornamelijk op het gebied van avant-garde barok- en jazzmuziek.

## Levensloop
Hinze begon met pianospelen toen hij twaalf jaar oud was. Hij heeft verschillende jaren in Europa rondgereisd, totdat hij besloot naar het Koninklijk Conservatorium in Den Haag te gaan om fluit te leren spelen. Hij won een studiebeurs van het prestigieuze Berklee College of Music in Boston, waar hij de barok/jazzalbums 'Telemann my Way' en 'Vivat Vivaldi' maakte.
Hinze won verschillende muziekprijzen, waaronder de Beethoven Award van de stad Bonn voor de compositie Live Music Now voor 42 muzikanten die hij had geschreven voor het Holland Festival in 1972. Hij won verder de Prix Italia voor zijn productie Mangala, wat hem bekendheid opleverde bij de Nederlandse radio en televisie. Tussen 1972 en 1982 ontving hij drie Edisons.
Hinze trad op met verschillende muzieklegendes, zoals Peter Tosh en Toots Thielemans, en musiceerde en improviseerde met muzikanten uit verschillende culturen en muziekstijlen, in bijvoorbeeld Indonesië, India, Japan en Zuid-Amerika. Aan het eind van een tour door Azië in 1994 werd Hinze uitgenodigd door dalai lama Tenzin Gyatso in McLeod Ganj. Delen van het opgenomen interview gebruikte hij op zijn cd 'Tibet Impressions'. Twee tracks werden in 1994 door Junkie XL gebruikt voor Ambient House remixes. Deze twee producties waren de start van een succesvolle samenwerking tussen beide muzikanten.
In 2007 werkte Chris Hinze aan de cd 'Tibet Impressions vol.3' en startte hij een tour met rapper Raymzter, met wie hij eerder al de clip 'Vechten Op Het Schoolplein' opnam, en met zangeres Rajae El Mouhandiz.
In het totaal nam Chris Hinze meer dan 60 albums op. Sinds 1994 woont hij op het eiland Ibiza.
In 2010 maakte hij een compositie over Bonaire en Curaçao en hij trad vanaf november op met de theatervoorstelling Tibet tot Tanger.

## Discografie
| Jaar | Album                                             | Artiest                                                   |
| ---- | ------------------------------------------------- | --------------------------------------------------------- |
| 1969 | The Present Is Past                               | Chris Hinze / Dick vd Capelle Trio                        |
|      | Finch Eye                                         | Chris Hinze / Boy’s Big Band                              |
|      | Telemann My Way                                   | Chris Hinze                                               |
| 1970 | Vivat Vivaldi                                     | Chris Hinze                                               |
|      | Stoned Flute                                      | The Chris Hinze Combination                               |
| 1971 | Bacharach Bravo                                   | Chris Hinze                                               |
|      | Live At Montreux Vol.1                            | The Chris Hinze Combination                               |
| 1972 | Virgin Sacrifice                                  | The Chris Hinze Combination                               |
|      | Who Can See The Shadow Of The Sun                 | The Chris Hinze Combination                               |
| 1973 | The Best Of Chris Hinze                           | Chris Hinze                                               |
|      | Mission Suite                                     | The Chris Hinze Combination                               |
|      | Superpop Special Vol. 3                           | Chris Hinze                                               |
| 1974 | Cascade                                           | Chris Hinze / Charlie Mariano                             |
|      | Kyoria                                            | Chris Hinze                                               |
|      | Keden                                             | Chris Hinze                                               |
|      | Mange                                             | Chris Hinze                                               |
|      | Sketches On Bach                                  | Chris Hinze                                               |
|      | Flute Summit                                      | Chris Hinze / Jeremy Steig / James Moody / Sahib Sihab    |
|      | Sister Slick                                      | The Chris Hinze Combination                               |
| 1976 | Parcival                                          | Chris Hinze                                               |
|      | Variations On Bach                                | Chris Hinze                                               |
|      | The Baroque Collection                            | Chris Hinze                                               |
| 1977 | Silhouettes                                       | Chris Hinze                                               |
|      | Back To Bach, The Best Of The Bach Recordings     | Chris Hinze / Louis van Dijk                              |
| 1978 | Live At Montreux Vol. 2                           | The Chris Hinze Combination                               |
|      | Bamboo Magic                                      | The Chris Hinze                                           |
|      | Wide And Blue                                     | Chris Hinze / Sigi Schwab / Lala Kovacev / Eberhard Weber |
| 1979 | Impressies                                        | Chris Hinze en vrienden                                   |
|      | Flute And Mantra’s Vol. 1                         | Chris Hinze                                               |
| 1980 | Live At The Northsea Jazz Festival                | Chris Hinze / Sigi Schwab                                 |
|      | Kings Of Reggae                                   | Chris Hinze / Word Sound And Power                        |
|      | Golden Highlights Vol. 12                         | Chris Hinze                                               |
| 1981 | Barocco Con Fuoco / Baroque By Candlelight        | Chris Hinze                                               |
|      | Solo                                              | Chris Hinze / Rick van der Linden                         |
| 1982 | Total Musik                                       | Chris Hinze / Sigi Schwab / Jasper van 't Hof             |
|      | Mirror Of Dreams                                  | Chris Hinze                                               |
|      | The Chris Hinze Collage                           | Chris Hinze                                               |
| 1983 | Baroque’s Best                                    | Chris Hinze                                               |
|      | Chintan                                           | Chris Hinze / Raghunath Seth                              |
|      | Backstage                                         | Chris Hinze / Sigi Schwab                                 |
| 1984 | Saliah / Amiga Jazz                               | The Chris Hinze Combination                               |
|      | Flute And Mantra’s Vol. 2                         | Chris Hinze                                               |
| 1985 | Jazz At The Opera House, Sydney, Australia        | The Chris Hinze Combination                               |
| 1986 | Meditation And Mantra’s Vol. 1                    | Chris Hinze                                               |
|      | Nazali                                            | The Chris Hinze Combination                               |
|      | Flute Salad                                       | Chris Hinze / Don Burrows                                 |
| 1987 | Meditation And Mantra’s Vol. 2                    | Chris Hinze                                               |
| 1988 | Seas Of Innocence                                 | Chris Hinze                                               |
|      | The Hunter                                        | The Chris Hinze Combination                               |
|      | Music For Meditation                              | Chris Hinze / Sri Ganapathi / Sachidananda Swamij         |
|      | Visions On Ludwig                                 | Chris Hinze / Hans Jost                                   |
| 1989 | Blue Glass                                        | Chris Hinze / Karnataka College Of Percussion             |
|      | Inner Reflections                                 | Chris Hinze                                               |
| 1990 | China Dream                                       | Chris Hinze / Cheng Gongliang                             |
| 1991 | Tikania                                           | Chris Hinze                                               |
|      | African Dream                                     | Chris Hinze                                               |
| 1992 | Passage                                           | Chris Hinze                                               |
|      | New Age Music                                     | Chris Hinze                                               |
| 1993 | Princess Of The Sea                               | Chris Hinze / Raghunath Seth / U. A. Kahn                 |
|      | Flute Summit                                      | Chris Hinze / Raghunath Seth / Yu Xunfa / Ichiro Seki     |
|      | A Little Romance (comp.)                          | Chris Hinze                                               |
|      | Een Wereld Van Rust (comp.)                       | Chris Hinze                                               |
|      | Monkey King (comp.)                               | Chris Hinze                                               |
| 1994 | Tibet Impressions Vol. 1                          | Chris Hinze                                               |
|      | Namaskar, Live In India                           | The Chris Hinze Combination                               |
| 1995 | Mellow Mantra’s                                   | Chris Hinze                                               |
|      | T’ai Chi In Balance Vol.1                         | Chris Hinze                                               |
|      | Springwater (comp.)                               | Chris Hinze                                               |
|      | Blue Stone                                        | Chris Hinze / Charlie Mariano                             |
|      | Vriendschap Is Geluk Hebben (comp.)               | Chris Hinze                                               |
| 1996 | Adempauze                                         | Chris Hinze / Fred van Beek                               |
|      | High Lights Live                                  | The Chris Hinze Combination                               |
|      | Moving Clouds                                     | Chris Hinze                                               |
|      | Senang                                            | Chris Hinze                                               |
| 1997 | Topkoks Luisterrijk Eten, The Best Of Chris Hinze | Chris Hinze                                               |
|      | Tibet Impressions Vol. 2                          | Chris Hinze                                               |
| 1998 | Tibetan Gyuto Monks Live                          | Chris Hinze / Tibetaanse Gyuto Monniken                   |
|      | Zen Silence                                       | Chris Hinze                                               |
|      | Zen & The Art Of Dance And Meditation             | Chris Hinze                                               |
|      | Peaceful Mind                                     | Chris Hinze                                               |
| 1999 | T’ai Chi In Balance Vol. 2                        | Chris Hinze                                               |
|      | Power Of Mind (comp.)                             | Chris Hinze                                               |
|      | Bach Meets Jazz (comp.)                           | Chris Hinze                                               |
| 2000 | Ambient Opera Ibiza Remix (comp.)                 | Chris Hinze                                               |
| 2001 | Zen - The Fire Within                             | Chris Hinze                                               |
| 2002 | Akar Akar                                         | The Chris Hinze Combination                               |
| 2003 | Zen - Flute & Nature, Never Complain              | Chris Hinze                                               |
| 2004 | Back On The Map                                   | The Chris Hinze Combination                               |
| 2006 | Tibet Impressions Vol. III                        | Chris Hinze                                               |
| 2008 | Live In Concert (dvd/cd)                          | The Chris Hinze Combination                               |
| 2008 | Africa Impressions (cd)                           | Chris Hinze and African Friends                           |
| 2009 | The Art of Baroque- Jazz- Dance & Worldmusic      | Chris Hinze, Claron McFadden, Majid Bekkas & The Band     |

- Gemeinsame Normdatei: 134406834
- International Standard Name Identifier: 0000 0000 6321 9641
- Library of Congress Control Number: n91051557
- MusicBrainz: b634de24-1d82-4152-a959-ed9cc5fd1aba
- Nationale Bibliotheek van Tsjechië: xx0039944
- Nederlandse Thesaurus van Auteursnamen: 070848955
- Virtual International Authority File: 26240517